# 瑞光街道
瑞光街道，是中华人民共和国吉林省白城市洮北区下辖的一个乡镇级行政单位。

## 行政区划
瑞光街道下辖以下地区：
瑞庆社区、二三七社区、新村社区和瑞普社区。